# Constanța Vintilă-Ghițulescu
Constanța Vintilă-Ghițulescu (n. 1969, Valea Călugărească, România) este o scriitoare și istorică română. Este doctor în istorie și civilizație la École des Hautes études en Sciences Sociales din Paris. A fost consultantă la filmul istoric Aferim!. 

## Publicații
- În șalvari și cu ișlic. Biserica, sexualitate, căsătorie și divorț în Țara Românească a secolului al XVIII-lea, Editura Humanitas, București, 2004, ISBN 973-50-0621-9
- Evghenitii, Editura Humanitas, București, 2006, ISBN 973-50-1501-3 - recenzie
- Focul amorului. Despre dragoste și sexualitate în societatea românească, 1750-1830, Editura Humanitas, București, 2006, ISBN 973-50-1241-3
- Evgheniți, ciocoi, mojici, Editura Humanitas, București, 2013 [10]
- Patimă și desfătare, Editura Humanitas, București, 2015, ISBN 973-50-4955-4